# Boh lee chun
Boh lee chun (chinês tradicional: 玻璃樽; cantonês yale: Bor lei jun) é um filme de Hong Kong de 1999, de artes marciais-ação / comédia romântica dirigido por Vincent Kok. É estrelado por Jackie Chan e Shu Qi nos dois papéis principais. Nos Estados Unidos o filme é intitulado de Gorgeous e no Brasil de O Grande Desafio e em Portugal de Derradeiro Desafio.

## Sinopse
Uma jovem e inocente garota (Shu Qi), segue sonhando em encontrar um grande amor na vila da pesca de Taiwan. Então um dia recebe uma romântica mensagem em uma garrafa que veio do mar mandando ela ir a Hong Kong e pula no primeiro plano às luzes brilhantes da cidade. Infelizmente para Bu, descobre que o autor da mensagem era realmente Albert (Tony Leung) um homossexual que manda a garrafa ao mar sonhando retornar para seu namorado. Porém nem tudo é perdido, porque o Bu conhece o empresário C.N. (Jackie Chan) quando participava de uma tomada de fotos em um barco, salvando-o de se afogar. Os capangas que perseguem Jackie são mandados pelo rival acionário (Emil Chau). Ao contrário de a maioria de filmes produzidos por Jackie, seu rival Chow de Emil não é um rival de luta. É de se admirar quando Jackie entrou no mundo incorporado estava fazendo "Dragões para Sempre" (Fei lung maang jeung) em que jogou um advogado somente (e estava uma volta desligada para muitos ventiladores, especialmente em Japão). Desta vez nós vemos Jackie como um homem de negócios determinado e tão ocupado que não tem nenhum tempo para os amigos, família ou um relacionamento sério. Entretanto, como você pode ter suposto, começa a se apaixonar pela jovem Bu. Jackie tem um outro adversário, Bradley Allen, que foi contratado por Chow para fazer lutador de aluguel, mas que depois da 1° luta, Emil vai à falência e Allen obriga C.N. a uma revanche.

## Cast
- Jackie Chan como C.N. Chan (T: 陳子午, S: 陈子午, J: can4 zi2 ng5, P: Chén Zǐwǔ)
- Shu Qi como Bu (C: 阿不, J: aa2 bat1, P: Ā-bù)
- Tony Leung como Albert
- Emil Chau como Howie Lo (T: 盧乃華, S: 卢乃华, J: lou4 naai5 faa1, P: Lú Nǎihuá)
- Richie Jen como Long Yi (C: 隆一, J: lung4 jat1, P: Lóngyī)
- Chen Sung-young como pai de Bu
- Elaine Jin como mãe de Bu
- Bradley James Allan como Alan
- Tats Lau como assistente de Lo
- Vincent Kok como assistente de Lo
- Ken Lo como assistente de Lo
- Kwan Yung como assistente de Lo
- William Tuen como assistente de Lo
- Eric Kot como Man in Pier
- Sandra Ng como ladra / vigarista
- Sam Lee como ladrão / Frog
- Law Kar-ying como dono do restaurante
- Stephen Chow como policial de Hong Kong
- Stephen Fung como fotógrafo
- Daniel Wu como assistente de fotógrafo
- Carmen Soo como Gloria
- Jacqueline Li como Michelle
- Siu Wai Cheung como Shelly Zhu

Com participações especiais Paul Chang, Maggie Cheung Ho-yee, Cheung Tat-ming, Asuka Higuchi, Jo Kuk, Lee Lik-chi, Mark Lui, Edmond So, Kai Man-tin, Ken Wong, Annie Wu, Kitty Yuen, Rocky Lai, Chan Man-ching, Louis Keung e Mars.

## Produção
Chan queria se envolver em filmes de drama, mas foi constantemente dissuadido por Leonard Ho, um dos fundadores da Golden Harvest e padrinho de Chan. Ho havia argumentado que, para garantir o sucesso de seus filmes, Chan deveria se interessar por seus fãs apenas fazendo filmes de ação e evitando as cenas de amor que podem alienar certos mercados (principalmente o Japão). Ho morreu em 16 de fevereiro de 1998 e Chan deixou a Golden Harvest logo depois, buscando uma mudança e uma nova liberdade para fazer os filmes que ele realmente queria. Isso coincidiu com sua crescente fama no Ocidente, devido ao sucesso internacional do filme Rush Hour.
Boh lee chun foi originalmente concebido puramente como uma história de amor, com Chan como produtor , mas não como um dos atores do filme. A fim de garantir a atriz Shu Qi, o roteiro do filme foi reescrito e um papel para Chan foi criado. Isso logo se transformou em um papel de protagonista, e elementos de ação surgiram. No entanto, Boh lee chun continua sendo principalmente uma comédia romântica e, portanto, difere de seus habituais filmes de ação. As cenas de ação são menores e não existe um personagem de bandido real - a luta com o inimigo nominal (interpretado por Brad Allan) é uma luta pré-combinada e os dois lutadores usam luvas de boxe - mais competitivos do que motivados por vingança ou luta pela sobrevivência.
Chan resumiu a diferença entre os filmes Rush Hour e Boh lee chun, afirmando que o primeiro era um trabalho, e o último era seu bebê. Em Rush Hour, seu papel era restrito ao ator e diretor de ação. Em Boh lee chun, ele também foi responsável pelo roteiro, produção e até mesmo pela coreografia das sequências de ação e pela escolha do elenco.
Embora seja uma comédia romântica, a única cena significativa de beijo foi retirada do filme principal por temer alienar certos mercados do Leste Asiático que podem não querer ver Chan nesse relacionamento. A cena do beijo subaquático foi mantida e apareceu entre as cenas que acompanham os créditos finais do filme.

### Premiações
| Anos | Prêmios                             | Categorias                 | Nomeados                            | Resultados |
| ---- | ----------------------------------- | -------------------------- | ----------------------------------- | ---------- |
| 1999 | Festival de Cinema de Taipé         | Melhor Coreografia de Ação | Jackie Chan                         | Indicado   |
| 2000 | Prêmio Cinematográfico de Hong Kong | Melhor Coreografia de Ação | Jackie Chan, Jackie Chan Stunt Team | Indicado   |